# Raccogli-imballatrice

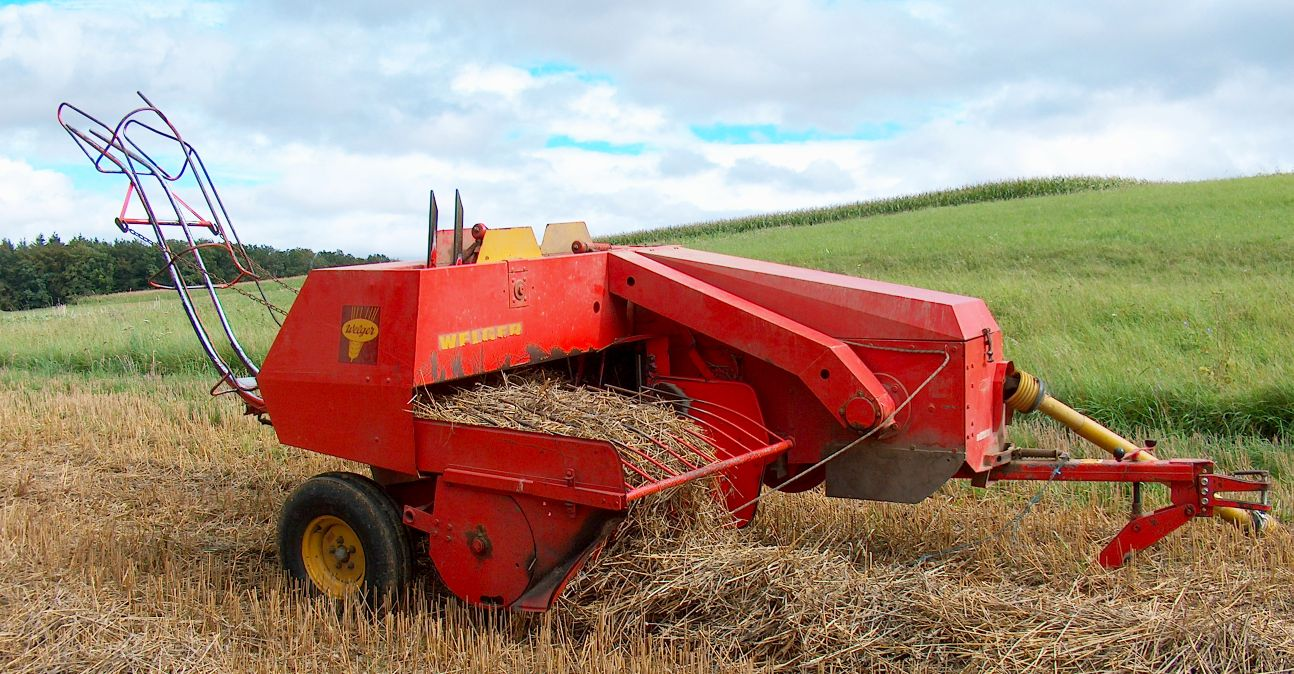
Imballatrice tradizionale, ingresso del fieno

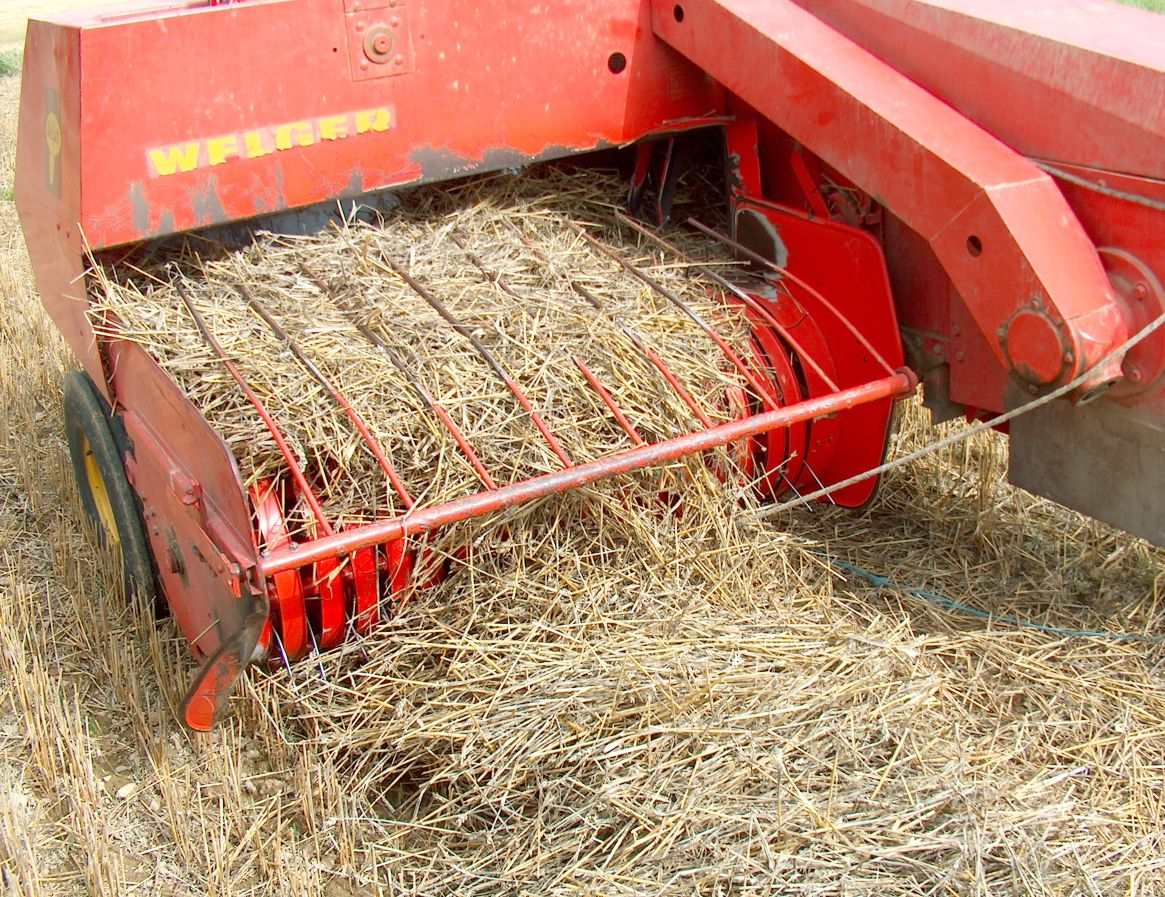
Imballatrice tradizionale, ingresso del fieno

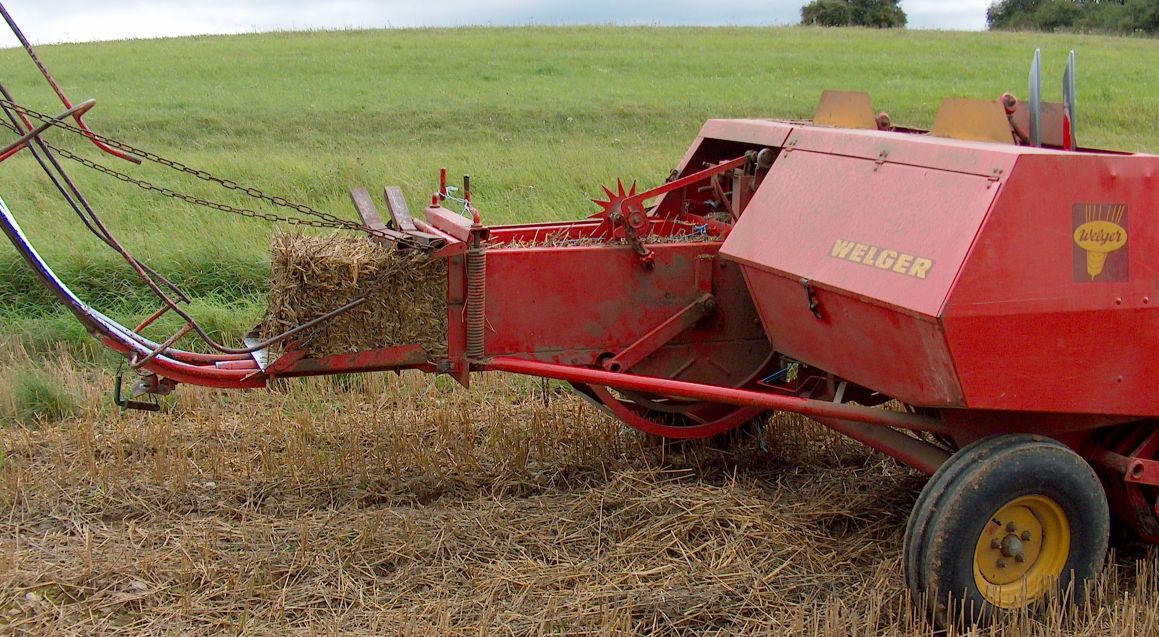
Imballatrice tradizionale, fuoriuscita della balla

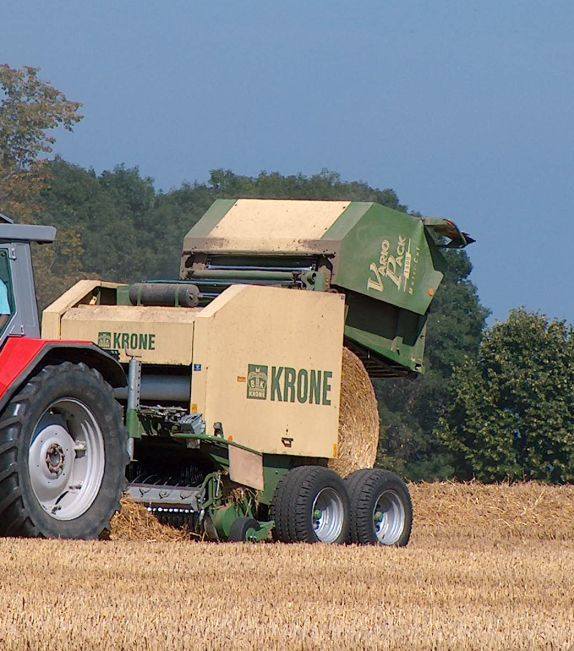
Moderna roto-imballatrice

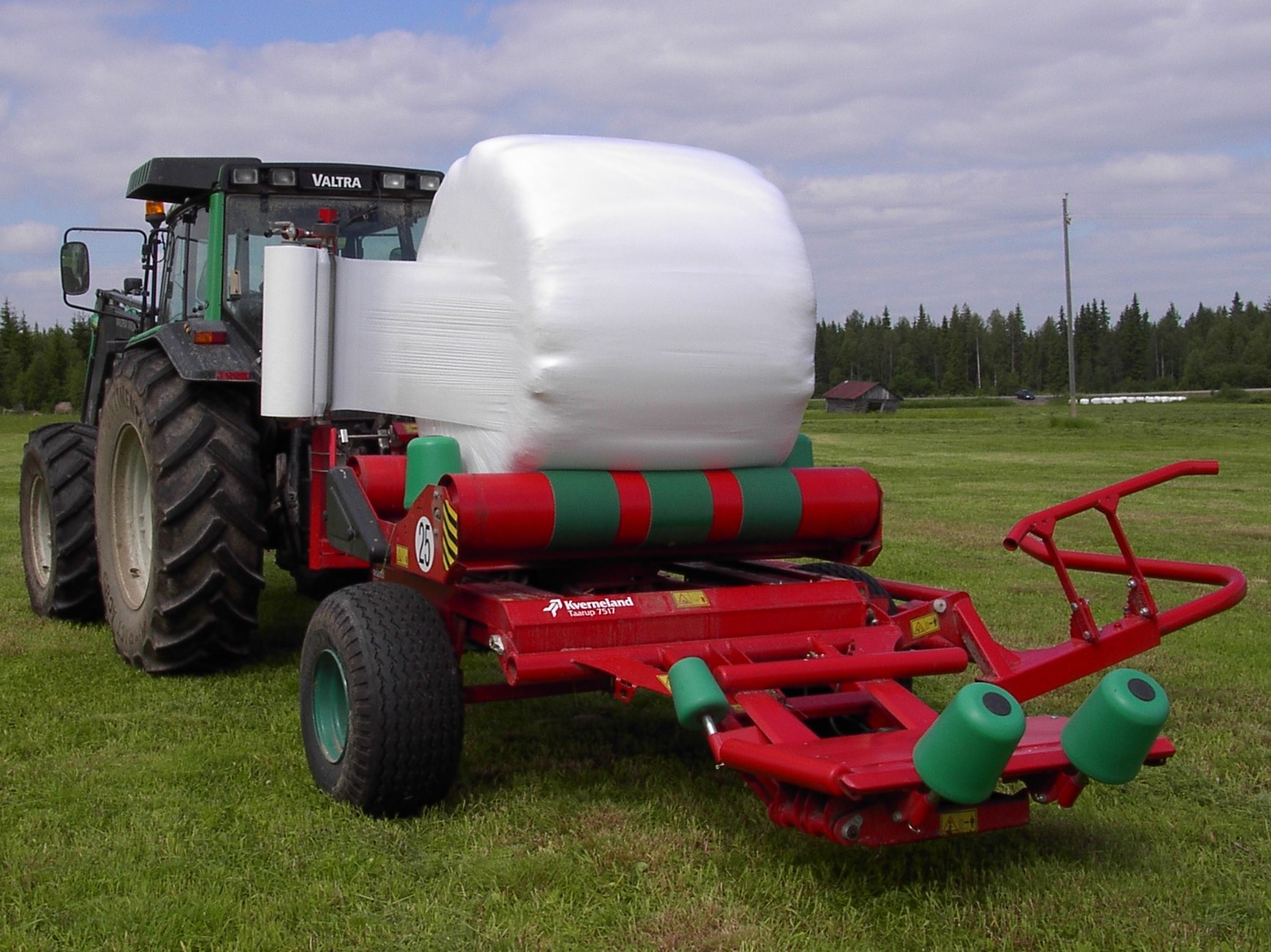
Avvolgimento in film plastico di balle cilindriche

L'imballatrice o pressa è una macchina agricola usata per raccogliere e comprimere principalmente prodotti agricoli come foraggio e paglia.
Essa raccoglie e comprime il materiale in balle di varia forma, a seconda dei modelli, legate con fili di ferro o nylon o con reti o teli prefabbricati.
Generalmente i prodotti agricoli sfusi hanno una bassa densità che viene aumentata comprimendo il foraggio in balle, con il vantaggio di minor ingombro e più facile trasportabilità e maneggiabilità. Inoltre in alcuni casi particolari (come per gli insilati) la compressione del prodotto ne può facilitare la conservazione, riducendo la permeabilità all'ossigeno e quindi favorendo la fermentazione lattica.
Ci sono molti tipi diversi di imballatrici:
- quelle a camera prismatica, che producono ballette di fieno (a forma di parallelepipedo) la cui massa varia dai 20 kg ai 40 kg;
- quelle a camera prismatica, che producono balle di fieno (a forma di parallelepipedo) di grandi dimensioni;
- le rotoimballatrici che producono balle cilindriche fino a 600 kg, che si chiamano botoloni.

## Funzionamento imballatrice a camera prismatica
Il foraggio in andana viene raccolto da un raccoglitore, inviato nella camera di compressione dall'infaldatore in piccole porzioni frazionate, compresso all'interno di una camera di sezione quadrata o rettangolare dal movimento alternativo di un pistone, verso l'uscita posteriore. Il prisma così ottenuto viene diviso in balle mediante l'intervento ciclico di un sistema di legamento.
La regolazione della densità della balla avviene regolando l'entità di una strizione presente nella parte posteriore della camera prismatica: quando la strizione è maggiore essa provoca una maggiore resistenza al movimento di uscita delle balle dalla camera, e quindi di conseguenza un maggiore effetto di compressione da parte del pistone sulla balla in corso di formazione.